# Kamaz Typhoon-63968

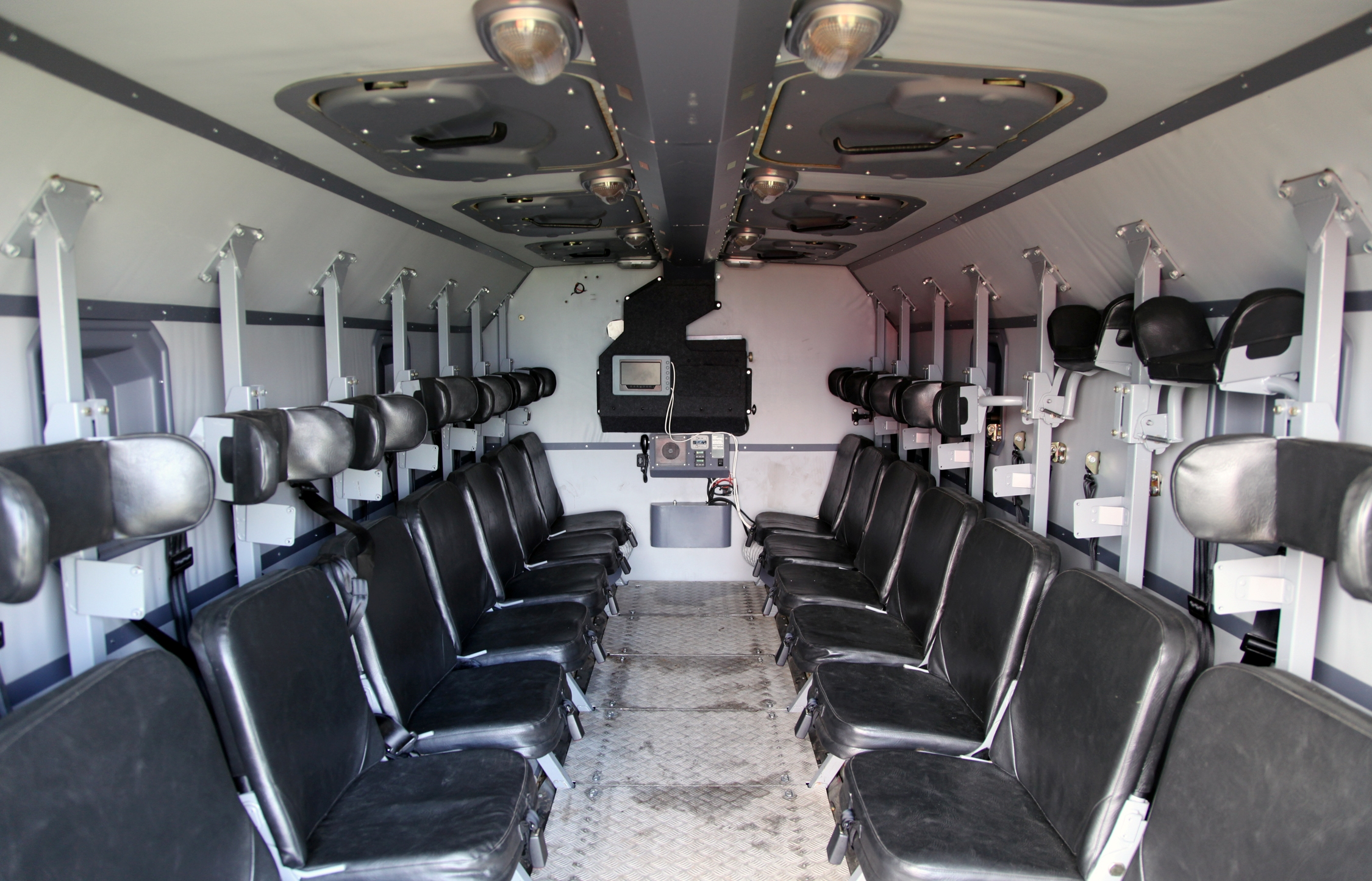
Intérieur du KamAZ Typhoon

Le KamAZ Typhoon-K ou KamAZ-63968 est un véhicule de transport de troupes blindé russe. Il fait partie de la nouvelle famille de véhicules blindés russes à roues les "Typhoon" qui sont construits sur le principe des MRAP.

## Caractéristiques
Le Kamaz Typhoon a été développé dans les années 2010 et il est entré en service en 2014. Sa première exigence était de fournir aux forces armées russes un véhicule multirôle de type MRAP "Mine Resistant Ambush Protected" donc un véhicule qui possède une coque en V. Son blindage est compatible avec le standard OTAN STANAG 4569 niveau 3, il peut donc en théorie résister à une charge explosive de 8kg de TNT quel que soit l'endroit où elle est détonée. Son blindage intègre un nouveau type de matériau composite qui est capable de résister à des tirs de calibre 14.5 x 114 mm. Il possède également des sièges absorbants les chocs et d'une rampe de sortie à l'arrière du véhicule et sur les côtés. Des caméras sont installées à l’extérieur du véhicule ce qui permet à ses occupants de suivre en temps réel ce qui se passe en dehors du véhicule, des écrans sont disponibles pour les passagers,.
Sa masse est entre 21 et 22 tonnes et il peut emporter jusqu'à 3 000 kg de charge supplémentaire.
Contrairement à son cousin le KamAZ-63969, le 63968 se focalise sur les fonctions support et transports de troupes plus qu'appui de l'infanterie.
Le KamAZ-63968 a été développé pour remplir principalement des missions de support, voici une liste sommaire des missions qui peuvent lui être attribuées :
- Reconnaissance
- Centre de commandement avancé
- Véhicule du génie
- Medivac
- Plateforme de lancement de drones
- Transport de troupes et de matériels

## Opérateur
- Russie

## Utilisation
Le KamAZ-63968 'Typhoon a été utilisé durant l'invasion de l'Ukraine par la Russie en 2022 où plusieurs exemplaires ont été détruits ou saisis par l'armée ukrainienne.

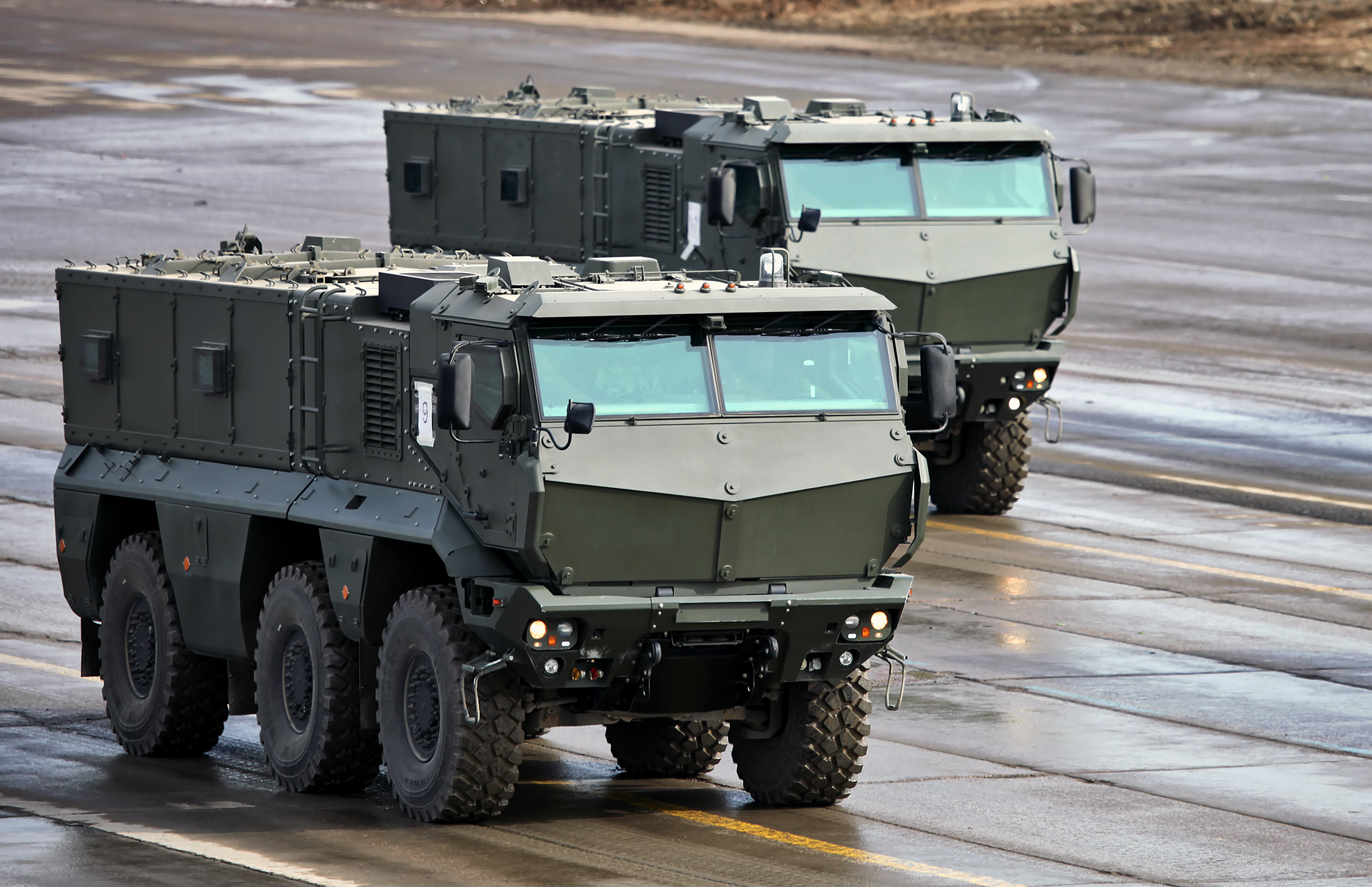
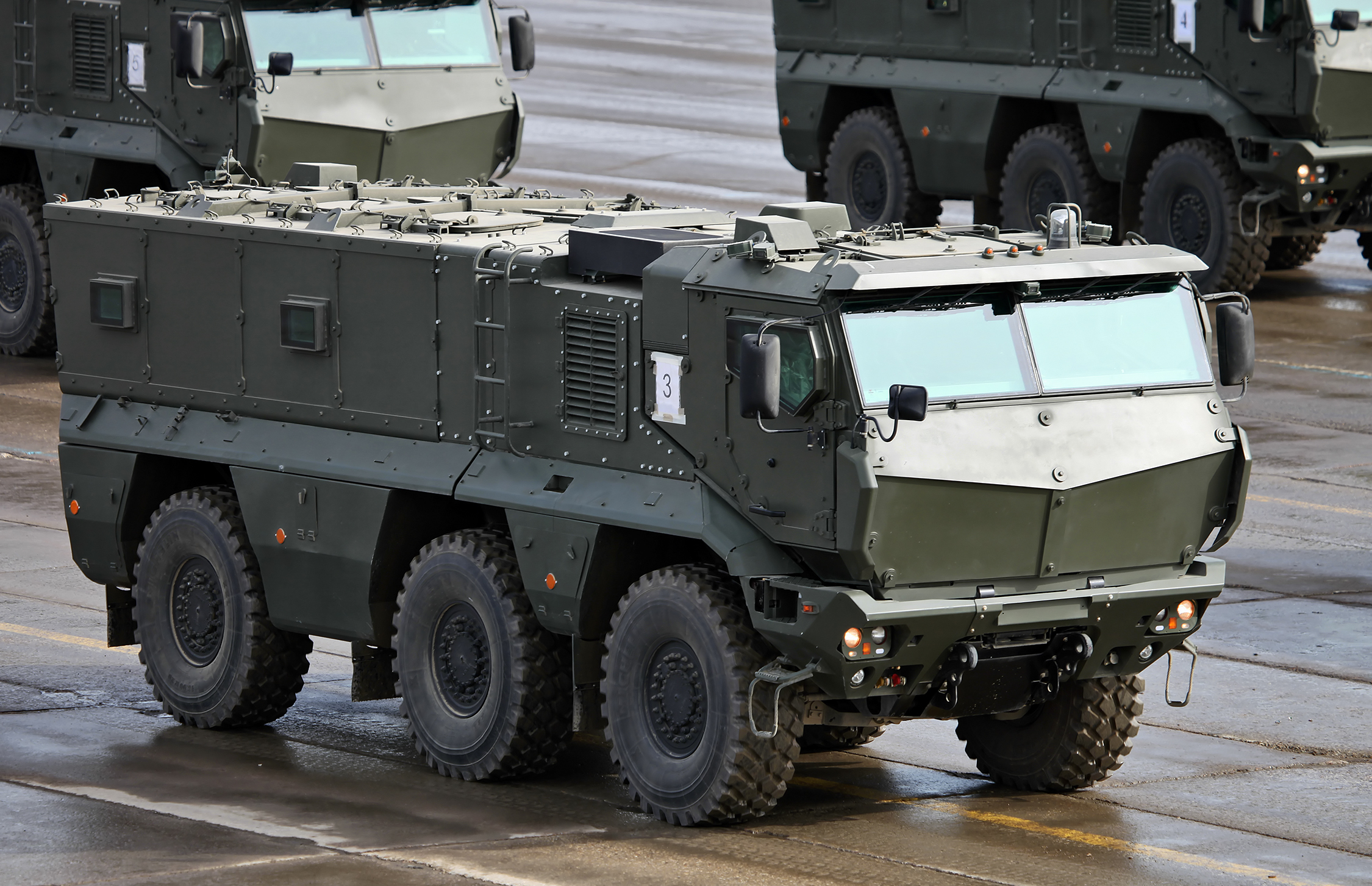
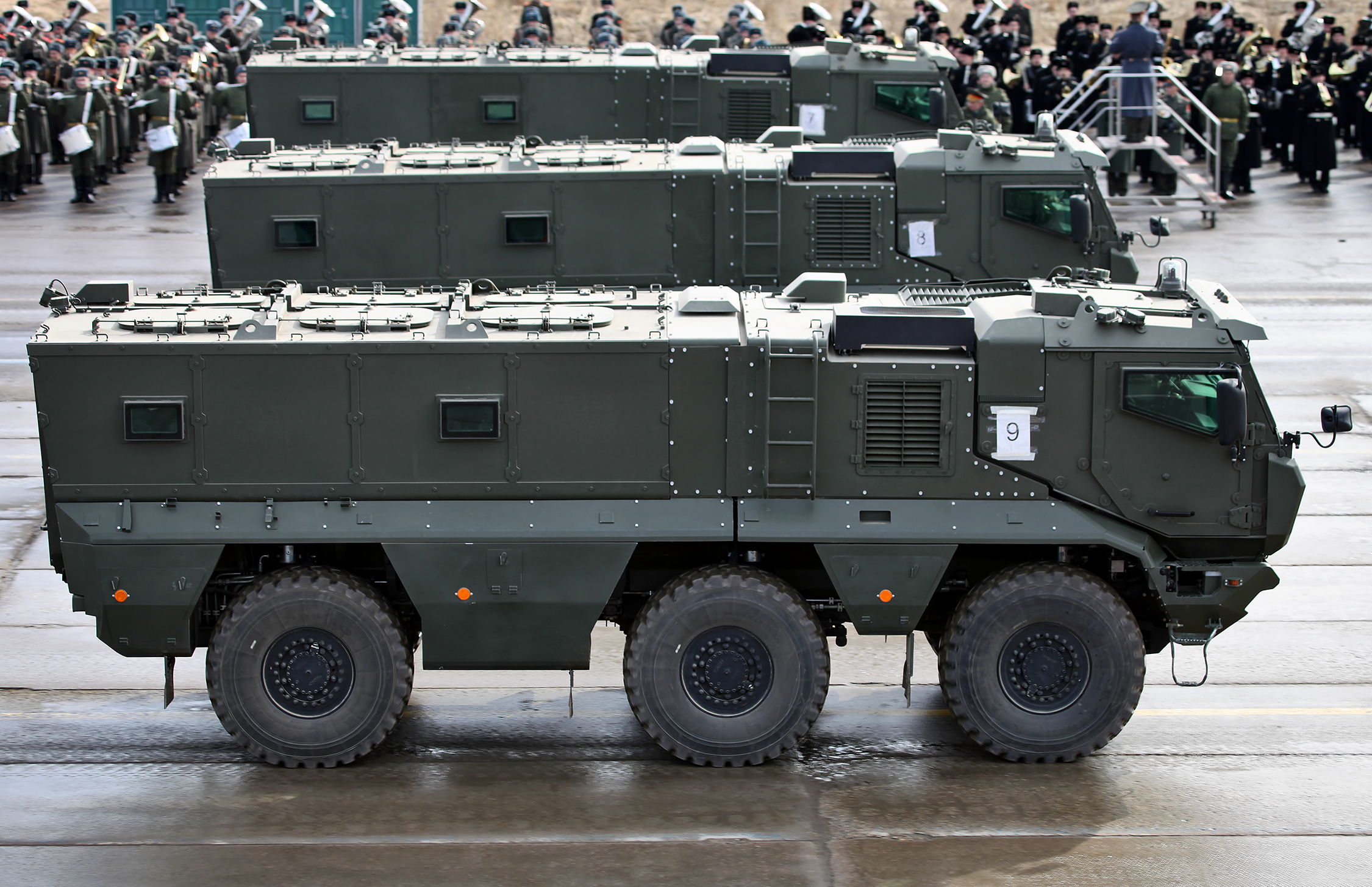
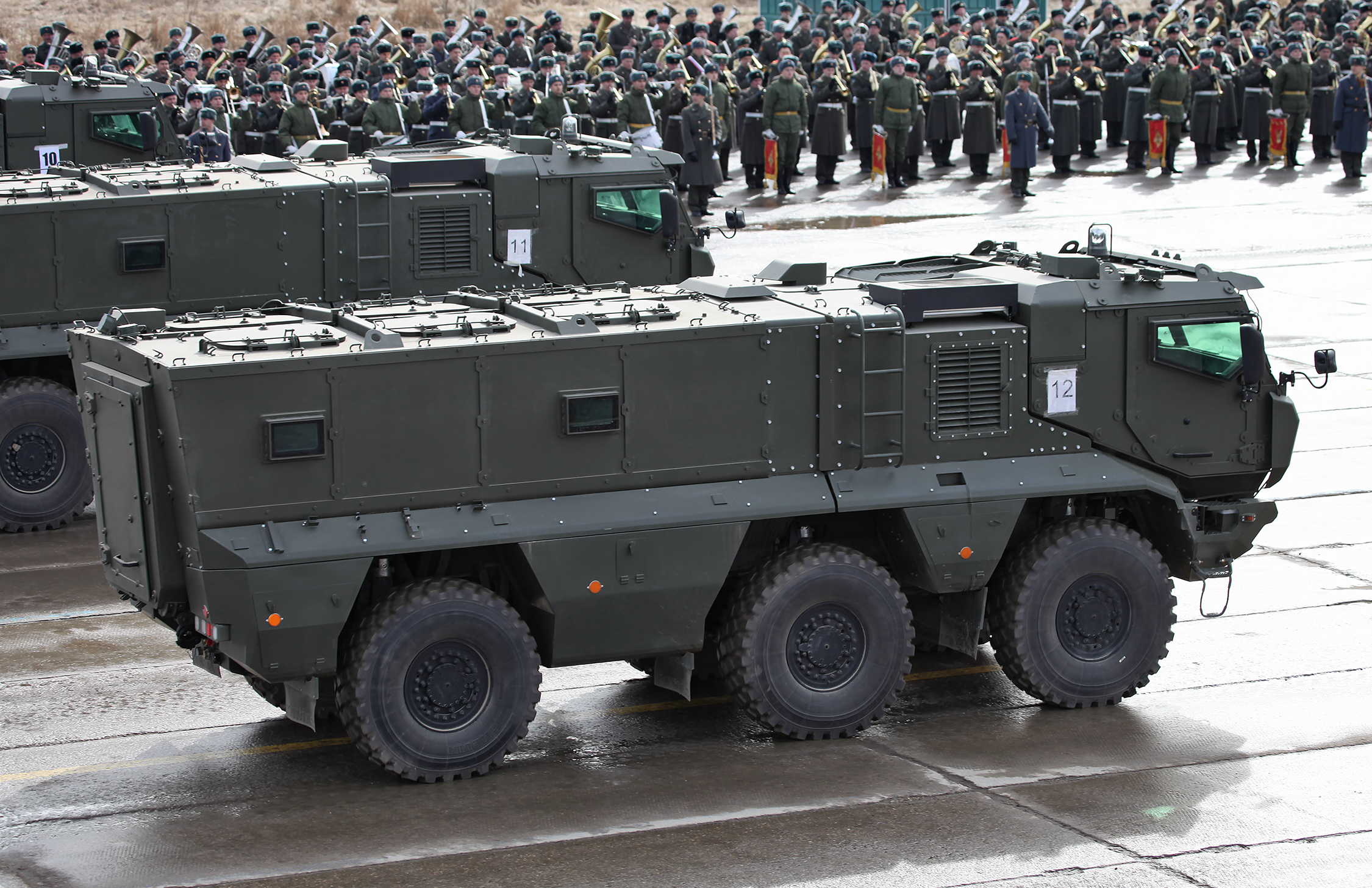
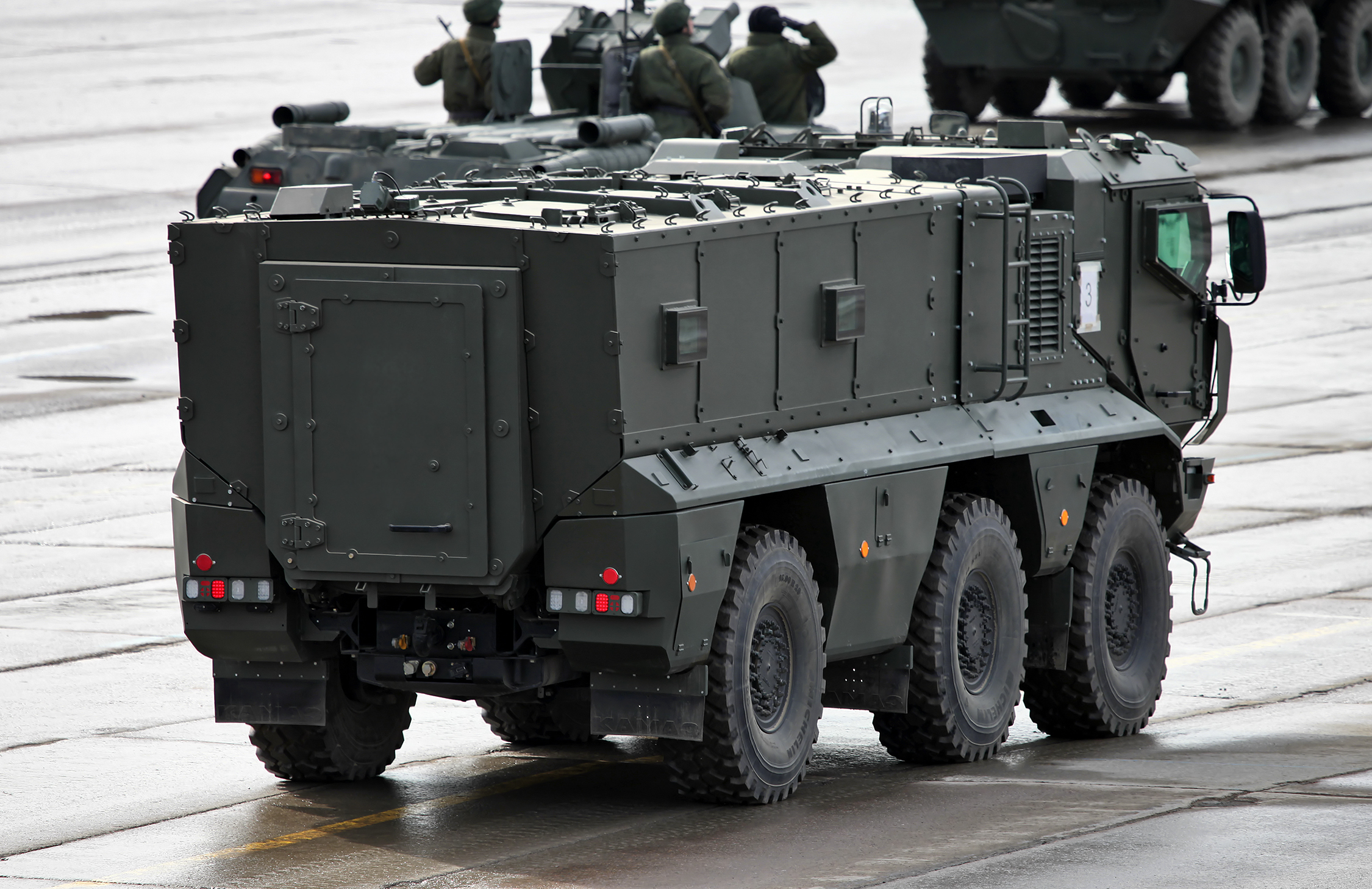
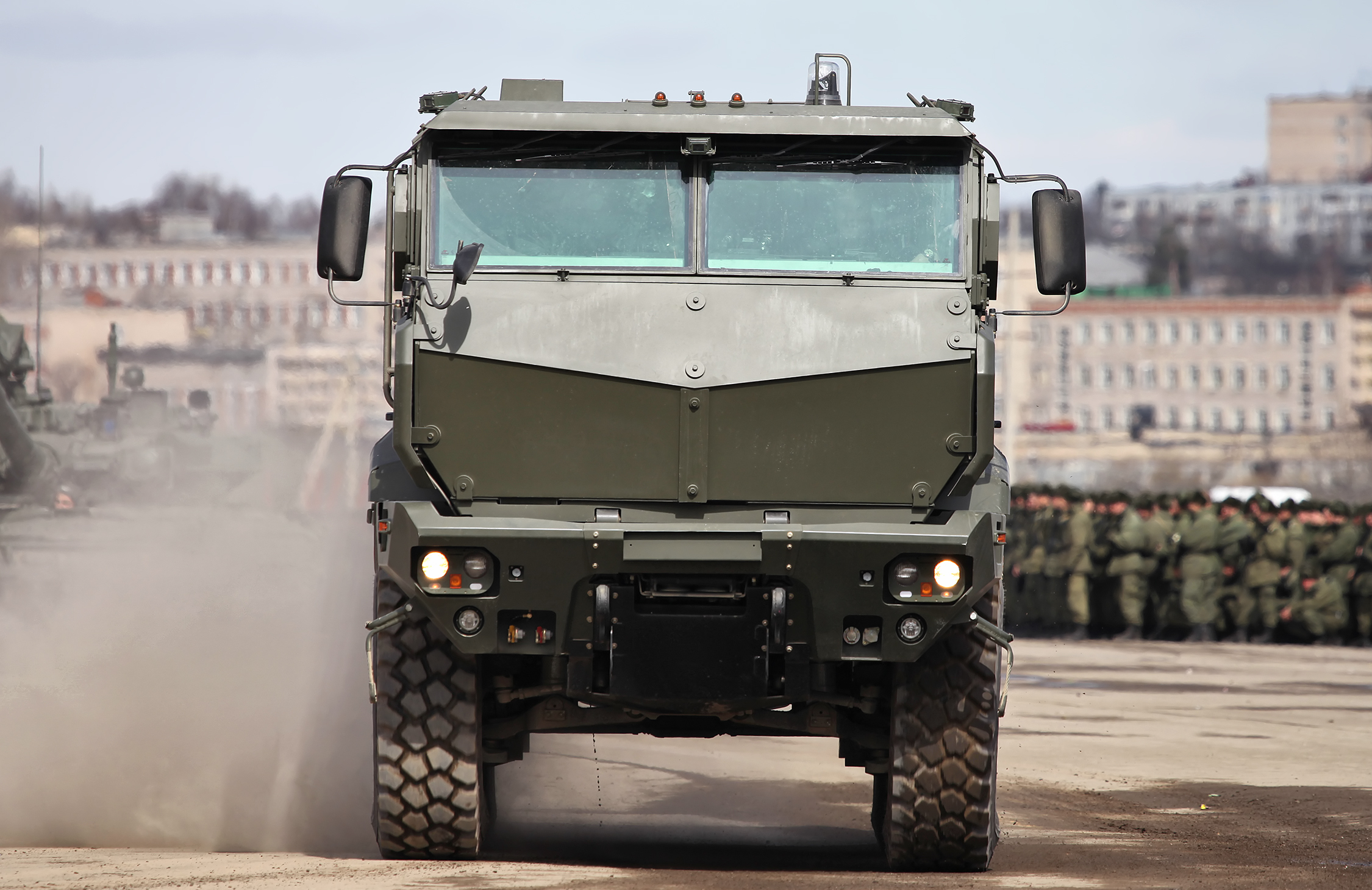
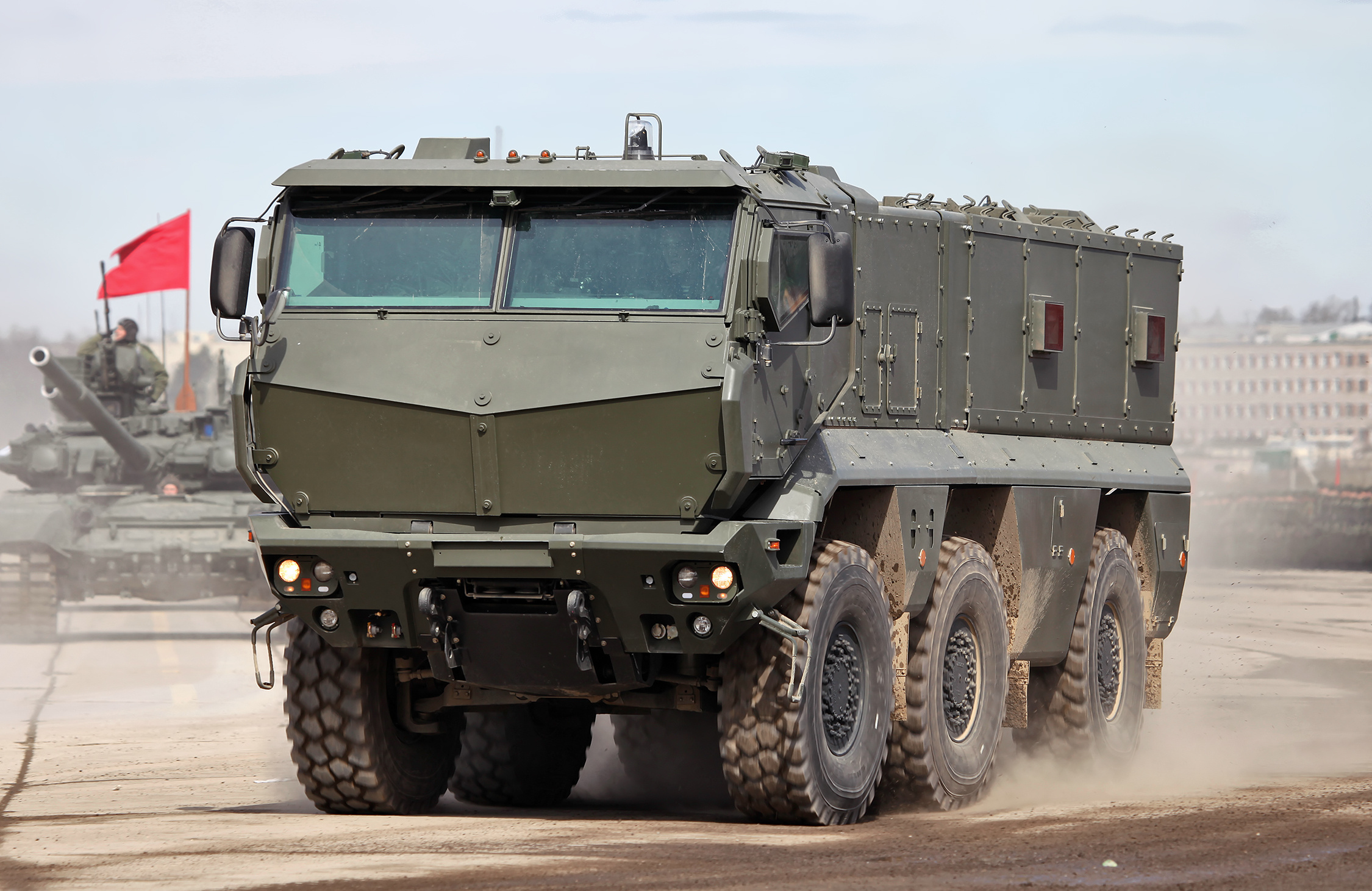
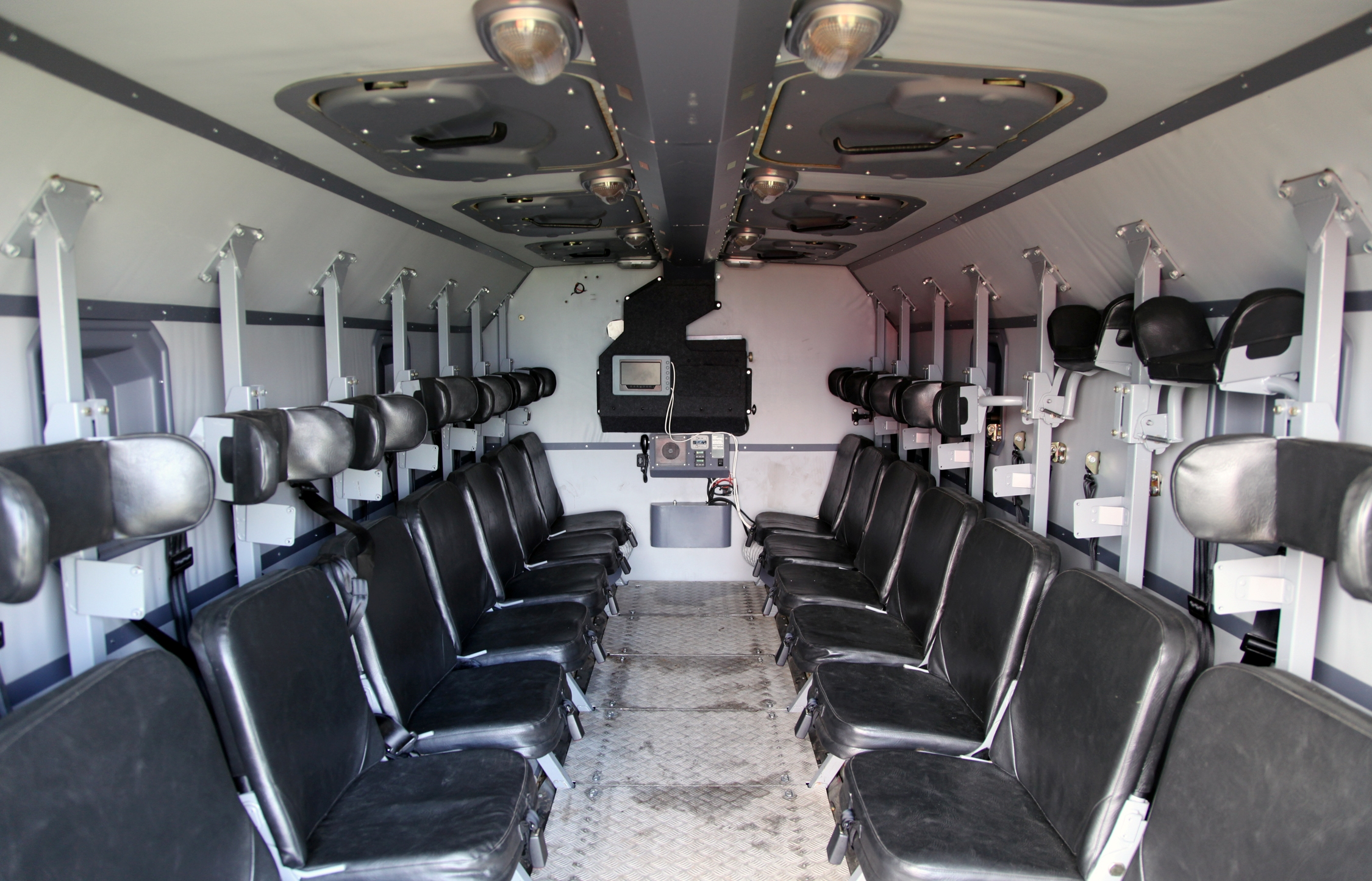
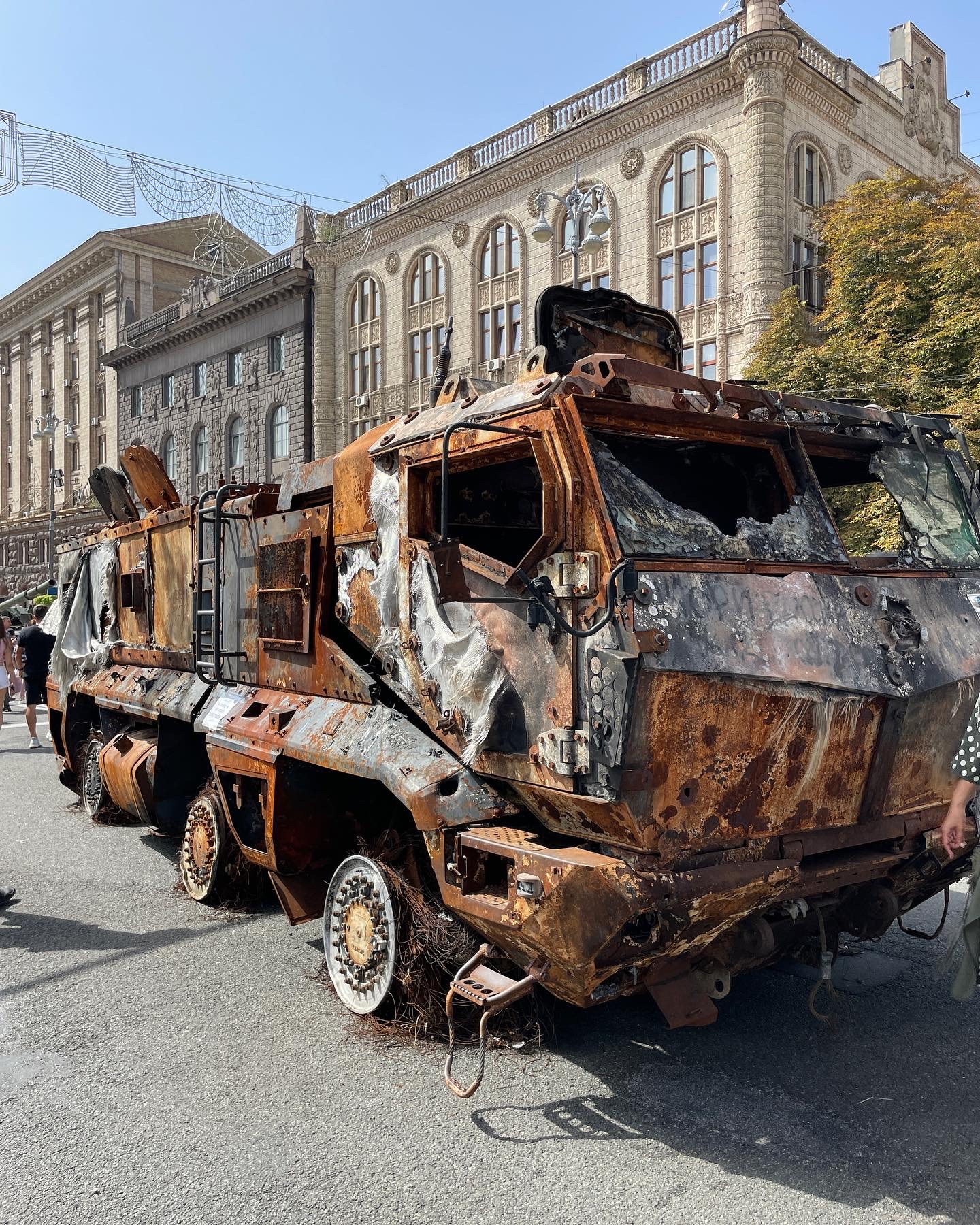
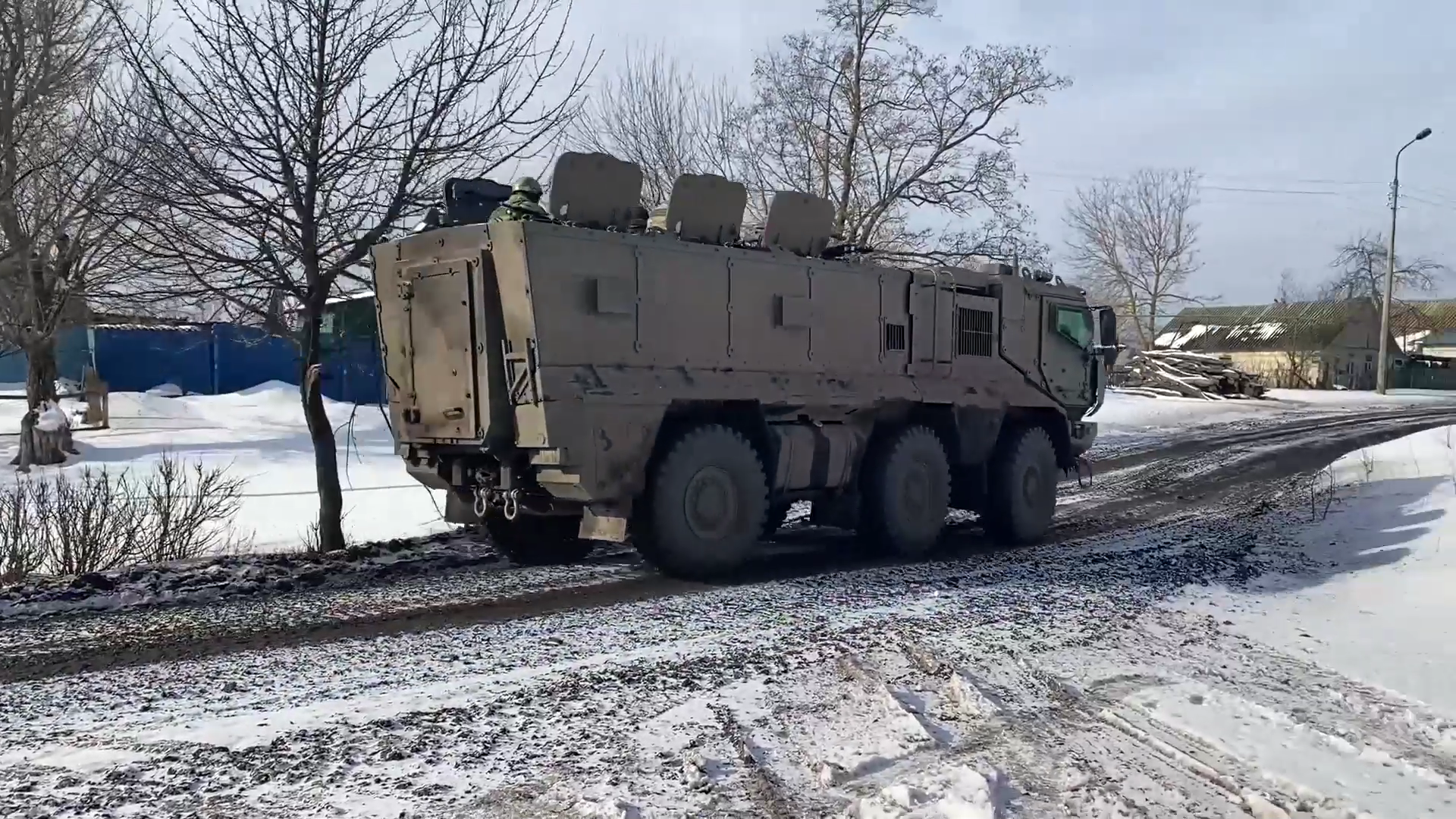
Typhoon en Ukraine